# オリンピックのバレーボール競技・メダリスト一覧

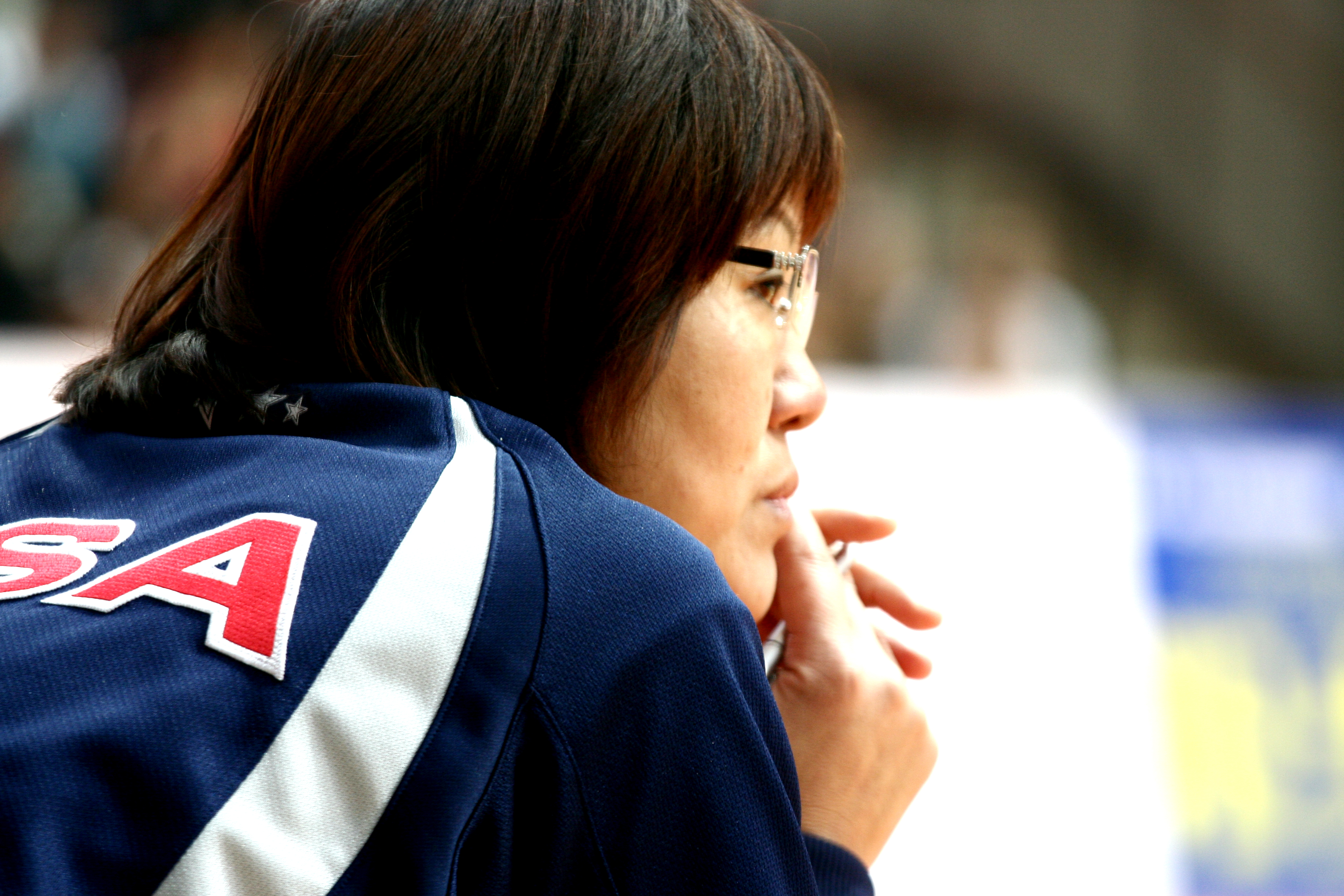
郎平はロサンゼルスオリンピック金メダリスト（中華人民共和国代表）であり、女子チーム監督として北京オリンピックではアメリカを銀メダルへ、リオデジャネイロオリンピックでは中華人民共和国代表を金メダルへ導いた。

オリンピックのバレーボール競技・メダリスト一覧（オリンピックのバレーボールきょうぎ・メダリストいちらん）は、1964年から行われているオリンピックのバレーボール競技におけるメダリストの一覧である。

## 概要
バレーボールは、近代オリンピック（夏季オリンピック）において実施されているスポーツ競技で、二種目が実施されている。すなわち6人制インドアで実施されるこれまでのバレーボールに加え、新たに加わったビーチバレーである。6人制バレーボールは、1957年にソフィアで開催された第53次国際オリンピック委員会総会において、1964年東京オリンピックからバレーボール競技が実施されることが決定した。
ソビエト連邦チームは、1964年東京から1980年モスクワ大会まで、5大会連続で男女ともにメダルを獲得し続けた。日本女子は初開催の東京で金メダルを獲得し、その後の2大会で銀メダルに輝いている。1976年モントリオール大会では、新戦法であるトマシュ・ボイトビッチのバックアタックを擁したポーランド男子が唯一の金メダルを奪取した。これに先立ちポーランド女子は、1964年・1968年の二大会で銅メダルを獲得している。1980年モスクワ大会では、開催国であったソビエト連邦が男女ともに金メダルを獲得した。なお同大会において、ブルガリアが男女チーム共に唯一のメダルを獲得している。
アメリカ合衆国主導による1980年モスクワ大会ボイコットへの対抗措置として、ソビエト連邦とその一部同盟国は、1984年ロサンゼルス大会を「セキュリティ上に問題あり」としてボイコットに踏み切った。同大会ではアメリカ合衆国代表が男子が金、女子が銀のいずれも初のメダルを獲得している。また初参加となった中華人民共和国女子がいきなり金メダルを獲得した。アメリカ合衆国男子代表は、1988年大会で二連覇を遂げ、ペルー女子が史上唯一のメダル（銀メダル）を獲得した。ソビエト連邦チームは男子が銀メダル、女子が金メダルを獲得したがこれが最後のメダルとなった。
1990年から1991年にかけてのソビエト連邦の崩壊に伴い、ソビエト連邦構成国15のうちバルト三国を除く12か国が、EUN代表として1992年のバルセロナオリンピックに加わった。同大会においてEUNは銀メダルを獲得し、キューバが初の金メダルに輝いている。また男子競技においてはブラジルは初制覇を遂げ、オランダが初メダルを手にしている。
1993年9月18日にモンテカルロで開催された第101次IOC総会において、ビーチバレー競技（男女種目）を1996年のアトランタ大会から採用することを投票で決定した。ビーチバレー初開催となったアトランタ大会では、男子がアメリカ合衆国（カーチ・キライ、ケント・ステフェス組）、女子がブラジル（ジャッキー・シルバ、サンドラ・ピレス組）が初代王者となった。同大会のインドア競技では、バルセロナの男子大会で初の銀メダルを獲得したオランダが初の金に輝いている。2000年のシドニー大会では、ビーチバレー女子で地元のオーストラリア（ナタリー・クック、ケリー・ポットハースト組）が優勝している。またロシア代表チームがソ連崩壊後の単独チームとして男女ともに銀メダルを獲得した。2004年のアテネ大会では、スペインがビーチバレーで銀メダルを獲得したが、これはバーボール競技・ビーチバレー競技における唯一のメダルとなっている。女子ビーチバレーにおいては、アメリカ合衆国のミスティ・メイ（現姓・メイトレーナ）とケリー・ウォルシュ（同ウォルシュ・ジェニングス）が金メダルを獲得し、以降の大会で三連覇している。2004年のアテネ大会において、男子インドア種目でアメリカ合衆国が三度目の金メダルに輝き、旧ソ連代表の記録に並んだ。ソ連代表はインドア競技で男女合計で12個のメダルを獲得し、ビーチバレー競技ではブラジル代表が獲得している11個のメダルがそれぞれ最高となっている。ただしブラジルチームはインドアでも9個のメダルを獲得しており、インドア・ビーチ合計の獲得メダル数20は他国を圧倒している。
多数いるメダリストの中で、4個のメダルを獲得した選手が六人いる。キューバのアナ・フェルナンデスとアメリカ合衆国のケリー・ウォルシュ・ジェニングスはそれぞれ金3個と銅1個、ソ連のインナ・リスカルとブラジルのセルジオ・ドゥトラ・サントスはそれぞれ金2個と銀2個、ロシアのセルゲイ・テチューヒンが金1個・銀1個と銅2個、そしてイタリアのサムエル・パピが銀2個と銅2個である。また8人の選手が3個の金メダルを獲得している。アナ・フェルナンデスを含む5人が1992年から2000年まで三連覇したキューバチームのメンバーである。前述の如くミスティ・メイトレーナーとケリー・ウォルシュ・ジェニングスが女子ビーチバレーで三連覇中である。最後の一人はカーチ・キライである。キライは男子インドア種目で1984年と1988年に金メダルを獲得し、1996年にビーチバレーで金メダルを獲得しており、インドアおよびビーチバレーの両種目で金メダルに輝いた唯一のプレーヤーである。またキライは監督としても2016年に銅メダルへ導いている。メイトレーナーとウォルシュ・ジェニングス、そしてブラジルのリカルド・サントスとエマヌエル・レゴはビーチバレーだけで3個のメダルを獲得しており、ブラジルの二人は金銀銅をメダルを有している。二人がペアを組んで金と銅メダル、他パートナーと組んで銀メダルをそれぞれ獲得している。

## バレーボール（インドア）

### 男子

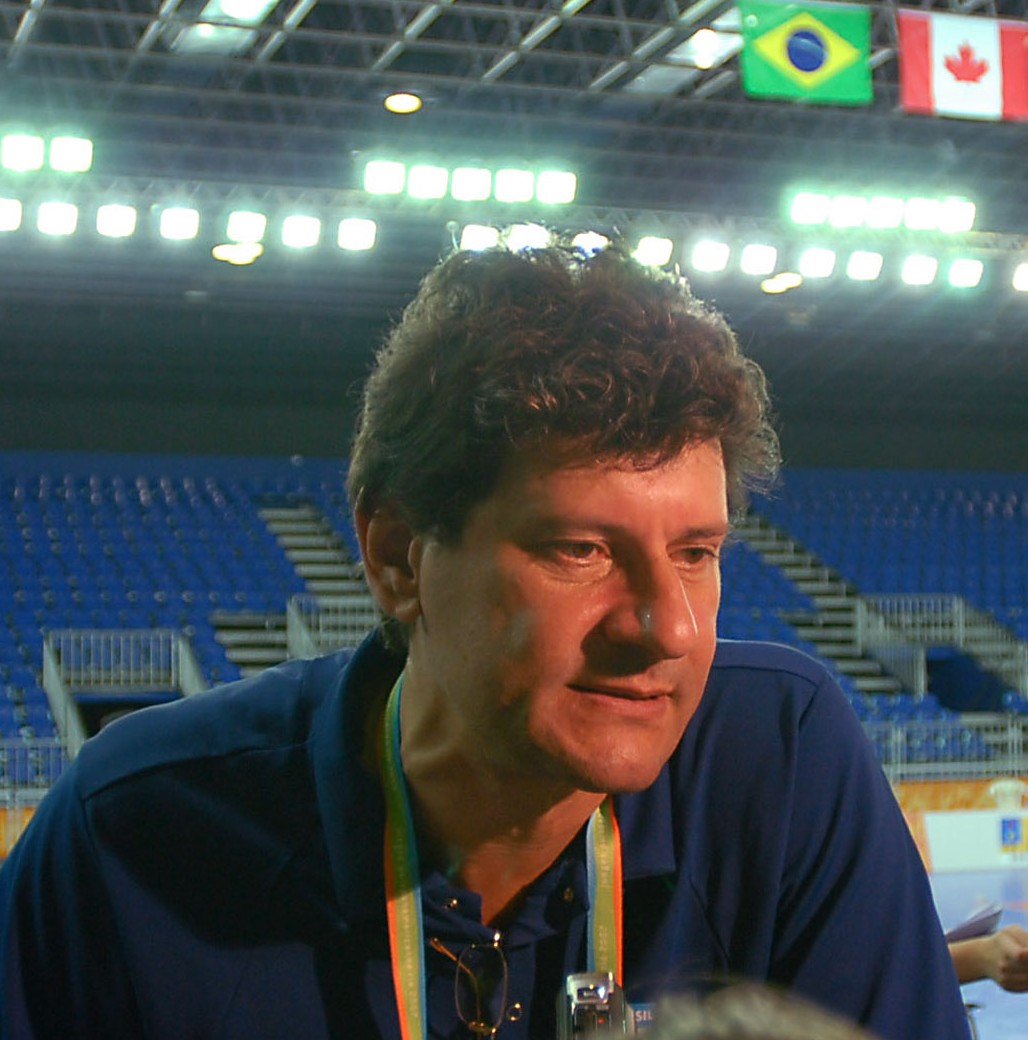
ブラジルのアマウリ・リベイロ（英語版）は1984年ロサンゼルスで銀メダル、1992年バルセロナで金メダルを獲得した。

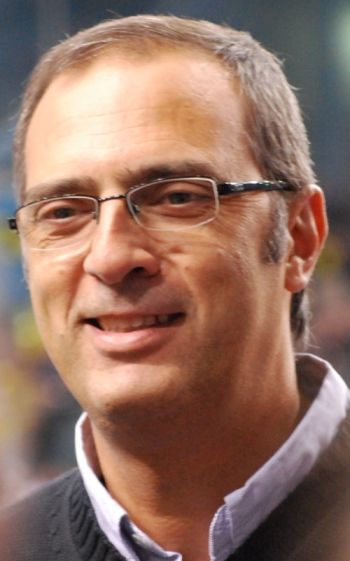
1988年の銅メダリストダニエル・カステラーニ。後にポーランド男子代表監督に就任した。

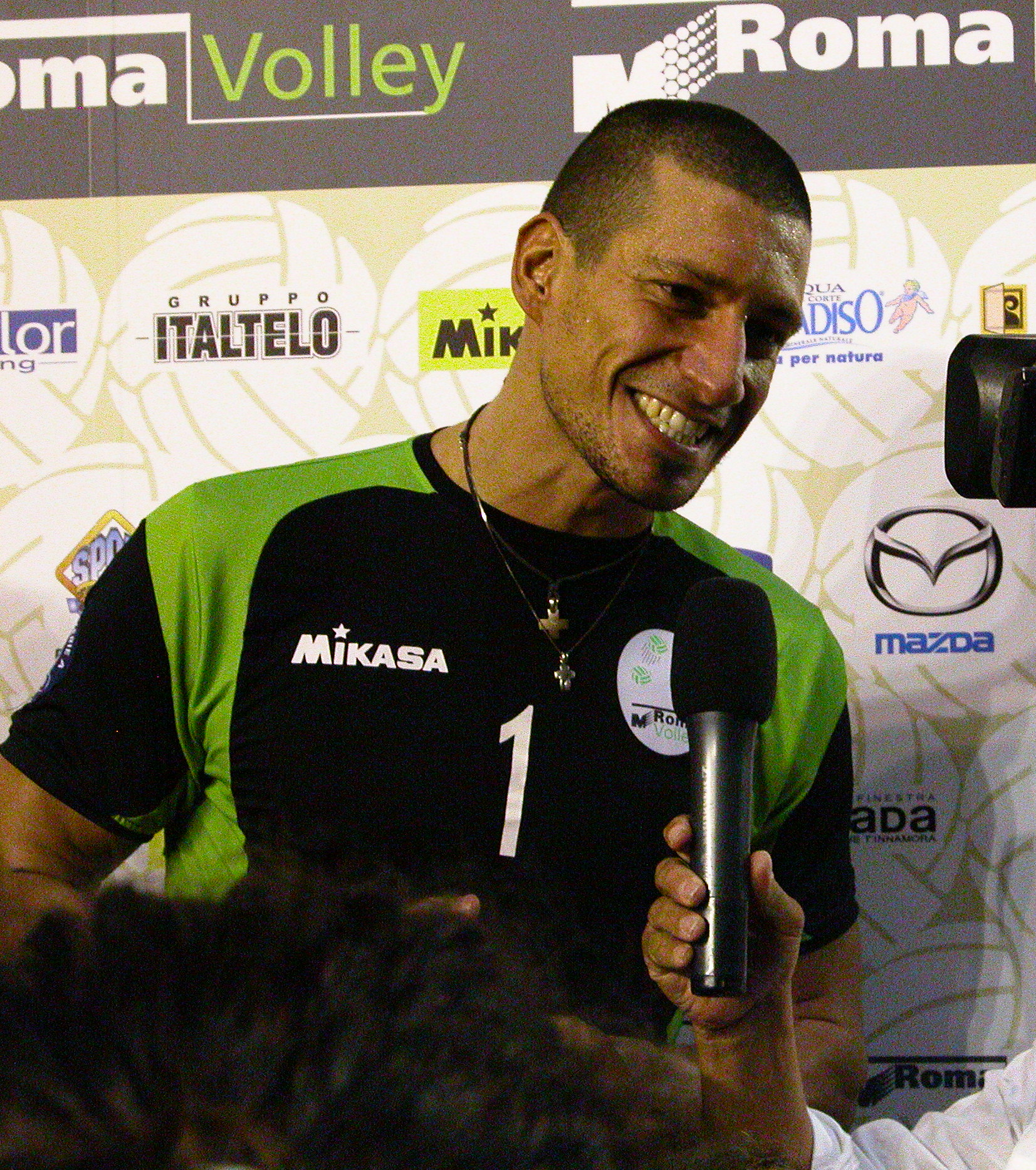
ルイジ・マストランジェロはイタリア男子代表として三個のメダルを獲得している。

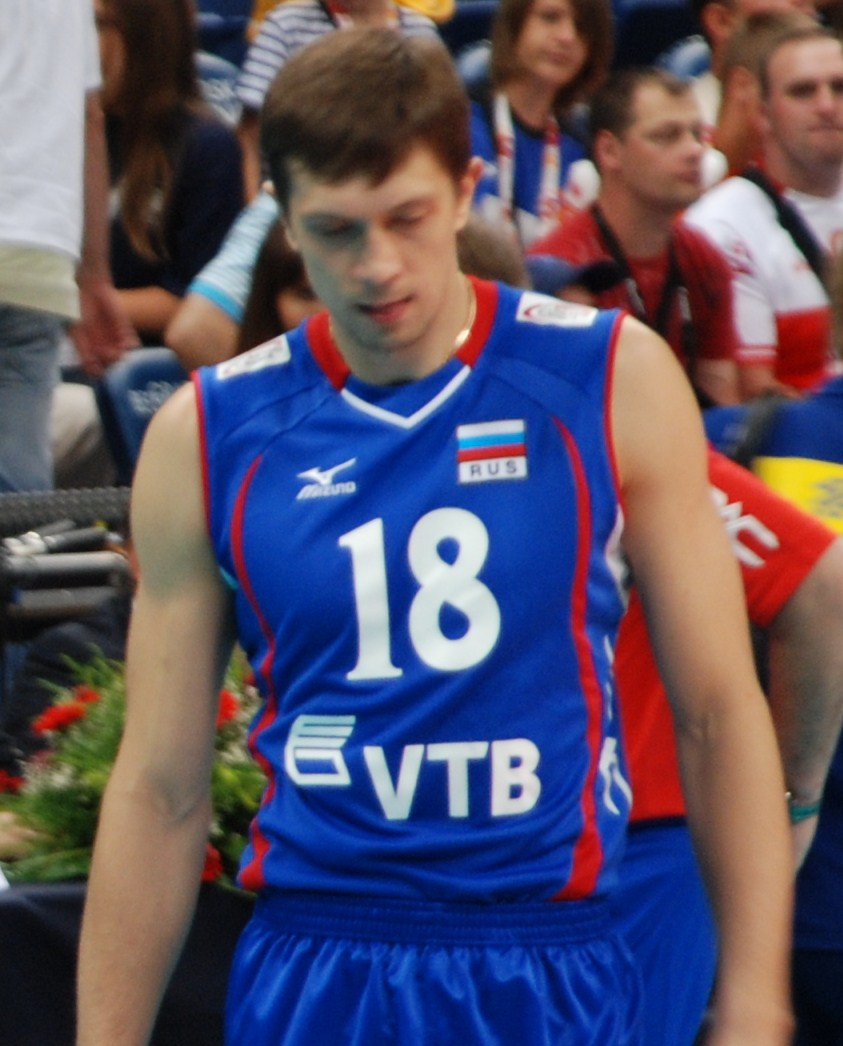
アレクセイ・クレショフもロシア男子代表として三個のメダルを獲得している。

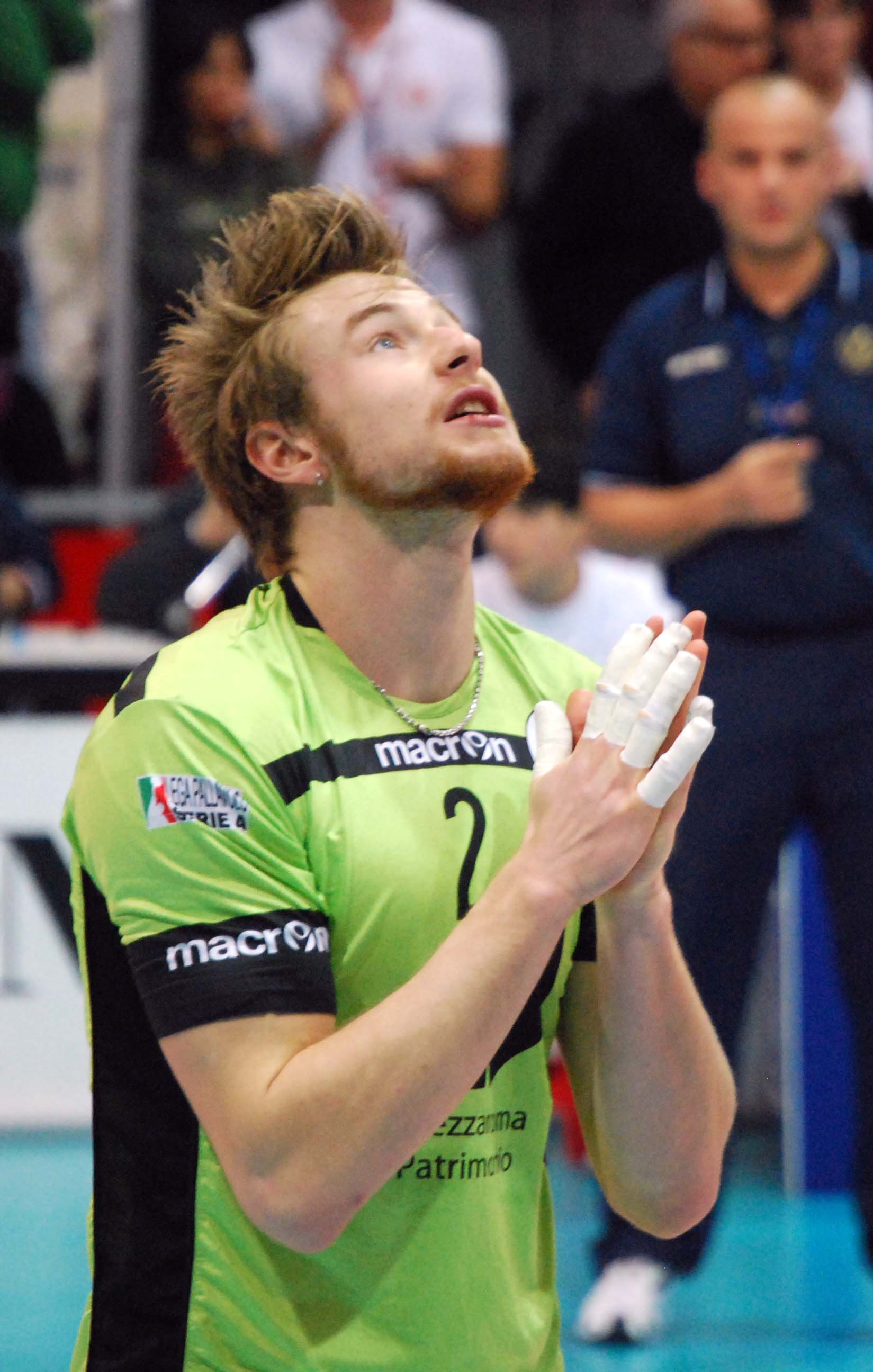
イバン・ザイツェフの父、ビャチェスラフ・ザイツェフは1980年大会の金メダリストで、イバンも2012年大会で銅メダル・2016年大会で銀メダルを獲得し、親子二代のメダリストである。

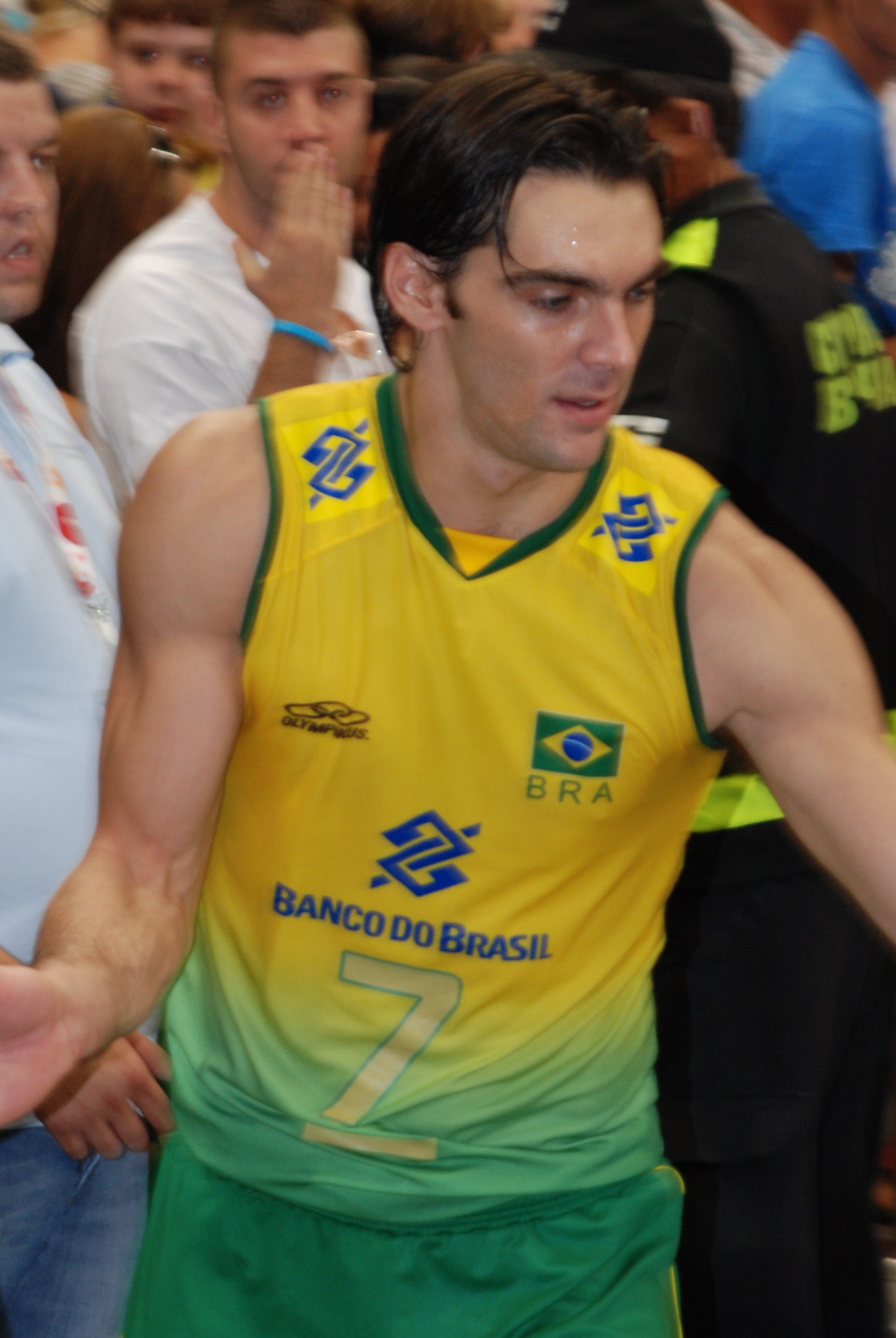
ジバの愛称で知られるジルベルト・ゴドイフィリョ（ブラジル）は金1・銀2の三個のメダルを獲得している。

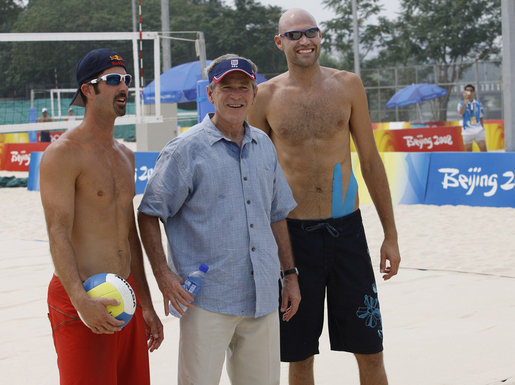
ジョージ・W・ブッシュ大統領（＝当時、中）とともにポーズをとる、2008年北京オリンピック金メダリストのトッド・ロジャース（左）・フィル・ダルハウザー（右）。

| 大会名                | 金 | 銀 | 銅 |
| --------------------- | --- | --- | --- |
| 1964 東京             | ソビエト連邦 イワン・ブガエンコワ ニコライ・ブロビン ユーリ・チェスノコフ ワージャ・カチャコワ ワレリー・カラチヒン ビタリー・コワレンコ スタニスラフ・リュガイロ ゲオルギー・モンゾレフスキー ユーリ・ポヤルコフ エドアルト・シビリアコフ ユーリ・ベンゲロフスキー ドミトリ・ウォスコボイニコフ                   | チェコスロバキア ミラン・チュダ ボフミル・ゴリアン ズデネク・フムハル ペトル・コップ ヨセフ・ラブダ ヨセフ・ムシル カレル・パウルス ボリス・ペルシチ パベル・シェンク ワツラフ・シュミドル ヨセフ・ショルム ラジスラフ・トマン                                                                             | 日本 出町豊 樋口時彦 池田尚弘 小瀬戸俊昭 小山勉 南将之 森山輝久 中村裕造 猫田勝敏 佐藤安孝 菅原貞敬 徳富斌 |
| 1968 メキシコシティ   | ソビエト連邦 Eduard Sibiryakov Valeri Kravchenko Vladimir Belyaev Yevgeni Lapinsky オレーク・アントロポフ Vasilius Matushevas Viktor Mikhalchuk Yuri Poyarkov Boris Tereshchuk Vladimir Ivanov Ivan Bugaenkov Georgi Mondzolevsky                                                                                  | 日本 池田尚弘 南将之 猫田勝敏 白神守 小泉勲 木村憲治 三森泰明 森田淳悟 横田忠義 大古誠司 佐藤哲夫 嶋岡健治 | チェコスロバキア Antonin Prochazka Jiri Svoboda Lubomir Zajisek Josef Musil Josef Smolka Vladimir Petlak Petr Kop Frantisek Sokol Bohumil Golian Zdenek Groessel Pavel Schenk Drahomir Koudelka                                                                                              |
| 1972 ミュンヘン       | 日本 南将之 猫田勝敏 中村祐造 西本哲雄 木村憲治 深尾吉英 野口泰弘 森田淳悟 横田忠義 大古誠司 佐藤哲夫 嶋岡健治 | 東ドイツ ホルスト・ハーゲン ボルフガング・レーベ ボルフガング・マイボーン ユルゲン・マウネ ホルスト・ペーター エッケハルト・ピーツシェ ジークフリート・シュナイダー アーノルド・シュルツ ルーディ・シューマン ライナー・チャルケ ボルフガング・ウェブナー ボルフバング・バイゼ                             | ソビエト連邦 ビクトル・ボルシュ エフィム・チュラック ワチェスラフ・ドマニ ウラジミール・コンドラ ワレリ・クラフチェンコ エウゲーニ・ラピンスキー ウラジミル・パトキン ユーリ・ポヤルコフ ウラジミル・プティヤトフ アレクサンドル・サプリキン ユーリ・スタルンスキー レオニド・ザイコ         |
| 1976 モントリオール   | ポーランド ブロニスラフ・ベベル リシャルト・ボセック ヴィエスラフ・ガブウォフスキー マレク・カルバシュ レフ・ラスコ ズビグニェフ・ルビイェフスキー ミロスラフ・リバチェフスキー ヴォジミエス・サダルスキー エドワルト・スコーレック ヴォジミエス・ステファンスキー トマシュ・ボイトビッチ ズビグニェフ・ザジツキー | ソビエト連邦 ウラジミール・チェルニシェフ イェフーム・チュラック ウラジミール・ドロホフ アレクサンドル・エルミロフ ウラジミール・コンドラ オレグ・モリボガ アナトリー・ポリシュチュク アレクサンドラ・サビン パベル・セリバノフ ユーリー・スタルンスキー ウラジミール・ウラノフ ビャチェスラフ・ザイツェフ | キューバ Alfredo Figueredo ヴィクトル・ガルシア Diego Lapera レオネル・マーシャル Ernesto Martinez ロレンツォ・マルティネス Jorge Pérez Antonio Rodriguez Carlos Salas Victoriano Sarmientos Jesús Savigne Raúl Vilches                                                                      |
| 1980 モスクワ         | ソビエト連邦 ウラジミール・チェルニシェフ ウラジミール・ドロホフ アレクサンドル・エルミロフ ウラジミール・コンドラ ワレリー・クリホフ ヒョードル・ラシチェノフ ヴィリャル・ロール オレグ・モリボガ ユーリ・パンチェンコ アレクサンドラ・サビン パベル・セリバノフ ビャチェスラフ・ザイツェフ                       | ブルガリア ヨルダン・アンゲロフ ディミタル・ディミトロフ ステファン・ディミトロフ ストヤン・グンチェフ フリスト・イリエフ ペトコ・ペトコフ カスパー・シメオノフ フリスト・ストヤノフ ミトコ・トドロフ ツァノ・ツァノフ エミル・バルチェフ ディミタル・ズラタノフ                                           | ルーマニア マリウス・カタ＝キティガ ヴァルテル・キフ ラウレンテュ・ドゥマノユ ギュンター・エネスク ダン・ギルレアーヌ ソーリン・マカヴェイ ヴィオレル・マノレ フローリン・ミナ コルネリュー・オロス ニクライエ・ポップ コンスタンツィン・ステリャ ニク・ストヤン                             |
| 1984 ロサンゼルス     | アメリカ合衆国 ダグラス・ドボラック デーブ・サンダース スティーブン・サーモンズ ポール・サンダーランド リッチ・デュウェリウス スティーブ・ティモンズ クレイグ・バック マーク・ワルディー クリス・マーロウ アルディス・バージンズ パトリック・パワーズ カーチ・キライ                                               | ブラジル レナン・ダル・ゾット ウィリアム・カルバーリョ・ダ・シルバ フェルナンド・デ・アビラ マリオ・オリベイラ ベルナルド・レゼンデ ルイ・カンポス・ド・ナシメント マルクス・フレイレ ドミンゴス・ランパリエロ・ネト ジョセ・モンタナロ ベルナルド・ライズマン アントニオ・リベイロ アマウリ・リベイロ     | イタリア フランコ・ベルトリ フランチェスコ・ダッロリオ ジャンカルロ・ダメット グイド・デ・ルイージ ジョバンニ・エリキエッロ ジョバンニ・ランフランコ アンドレア・ルケッタ ピエル・パオロ・ルケッタ マルコ・ネグリ ピエロ・レバウデンゴ パオロ・ベッキ ファビオ・ブッロ                       |
| 1988 ソウル           | アメリカ合衆国 クレイグ・バック ボブ・ストブルトリック スコット・フォーチュン カーチ・キライ リッキー・ルイティーズ ダグラス・パーティー ジョン・ルート エリック・サトウ デーブ・サンダース ジェフリー・ストーク トロイ・タナー スティーブ・ティモンズ                                                             | ソビエト連邦 ユーリ・パンチェンコ アンドレイ・クズネツォフ ビャチェスラフ・ザイツェフ イゴール・ルノフ ウラジミール・シュクリーヒン エフゲニー・クラシリニコフ ライムンダス・ビルデ ワレリー・ロセフ ユーリ・サペガ アレクサンドル・ソロコレート ヤロスラフ・アントーノフ ユーリ・チェレドニク             | アルゼンチン ダニエル・カステラーニ ダニエル・コリャ ウーゴ・コンテ フアン・カルロス・クミネッティ エステバン・デ・パルマ アレハンドロ・ディス ワルド・カントール エステバン・マルティネス ラウル・キロガ ホン・ウリアルテ カルロス・ウェーベル クラウディオ・スリアネリョ                   |
| 1992 バルセロナ       | ブラジル マルセロ・ネグロン ジョルジ・ブリトー ジオバーニ・ガビオ パウロ・シルバ マウリシオ・リマ ジャネルソン・カルバリョ ダグラス・チアロッティ アントニオ・ゴウベイア タルモ・オリベイラ アンドレ・フェレイラ アレクサンドル・サムエル アマウリ・リベイロ                                                       | オランダ エドウィン・ベン ペーター・ブランジェ ロン・ブードリー ヘンク＝ヤン・ヘルト マルティン・ファンデアホルスト マルコ・クロック オロフ・ファンダールミューレン ヤン・ポステュマ アビタル・セリンジャー マルティン・テフェル ロナルト・ゾーツマ ロン・ズベルフェル                                     | アメリカ合衆国 エリック・サトウ ジェフリー・ストーク スティーブ・ティモンズ ブライアン・アイビー ダグラス・パーティー ロバート・サミュエルソン スコット・フォーチュン ダン・グリーンバーム ブレント・ヒルリアード ニック・ベッカー カルロス・ブリセーノ ボブ・ストブルトリック               |
| 1996 アトランタ       | オランダ ペーター・ブランジェ グイド・イェルツェン ロブ・グラベルト ヘンク＝ジャン・ヘルド ミシャ・ラトゥヒヒン ヤン・ポスツーマ ブレヒト・ローデンブルク リヒャルト・シュール バス・ファンデホール マイク・ファンデホール オロフ・ファンダールミューレン ロン・ズベルフェル                                       | イタリア ロレンツォ・ベルナルディ ビゴール・ボボレンタ マルコ・ブラッチ ルカ・カンタガッリ アンドレア・ガルディーニ アンドレア・ジャーニ パスクアーレ・グラビーナ マルコ・メオーニ サムエル・パピ アンドレア・サルトレッティ パオロ・トフォリ アンドレア・ゾルジ                                           | ユーゴスラビア ウラジミール・バテズ デヤン・ブラドビッチ ジョルジェ・ジュリッチ アンドリヤ・ゲリッチ ニコラ・グルビッチ ウラジミール・グルビッチ ライコ・ヨカノビッチ スロボダン・コバチ ジュラ・メシュテル ジャルコ・ペトロビッチ ジェリコ・タナスコビッチ ゴラン・ブエビッチ               |
| 2000 シドニー         | ユーゴスラビア ウラジミール・バテズ スロボダン・ボシュカン アンドリヤ・ゲリッチ ニコラ・グルビッチ ウラジミール・グルビッチ スロボダン・コバチ ジュラ・メシュテル ヴァーサ・ミイッチ イヴァン・ミリュコビッチ ヴェリコ・ペトコビッチ ゴラン・ブエビッチ イゴール・ブシュロビッチ                                   | ロシア イゴール・チュレポフ ヴァレリー・ゴリュチェフ アレクサンドル・ゲラシモフ ロマン・ヤコブレフ アレクセイ・カザコフ ワジム・ハムツキフ アレクセイ・クレショフ エフゲーニ・ミトコフ ルスラン・オリフベル イリア・サベリエフ セルゲイ・テチューヒン コンスタンチン・ウシャコフ                           | イタリア マルコ・ブラッチ ミルコ・コルサーノ アレッサンドロ・フェイ アンドレア・ガルディーニ アンドレア・ジャーニ パスクアーレ・グラビーナ ルイジ・マストランジェロ マルコ・メオーニ サムエル・パピ シモーネ・ロサルバ アンドレア・サルトレッティ パオロ・トフォリ                           |
| 2004 アテネ           | ブラジル ジオバーニ・ガビオ アンドレ・エレル マウリシオ・リマ ジルベルト・ゴドイフィリョ アンドレ・ナシメント セルジオ・ドゥトラ・サントス アンデルソン・ロドリゲス ナウベルチ・ビテンクール グスタボ・エンドレス ロドリゴ・サンタナ リカルド・ガルシア ダンテ・アマラウ                                           | イタリア ルイジ・マストランジェロ バレリオ・ベルミリオ サムエル・パピ アンドレア・サルトレッティ アルベルト・チゾーラ ダミアーノ・ピッピ アンドレア・ジャーニ アレッサンドロ・フェイ パオロ・トフォリ パオロ・コッツィ マテイ・チェルニック ベンツィスラフ・シメオノフ                                     | ロシア スタニスラフ・ディネイキン セルゲイ・バラノフ パーベル・アブラーモフ アレクセイ・カザコフ セルゲイ・テチューヒン ワジム・ハムツキフ アレクサンドル・コサレフ コンスタンチン・ウシャコフ タラス・フテイ アンドレイ・エゴルチェフ アレクセイ・ベルボフ アレクセイ・クレショフ           |
| 2008 北京             | アメリカ合衆国 トーマス・ホフ ロイ・ボール ケビン・ハンセン デビッド・リー ショーン・ルーニー ライアン・ミラー ガブリエル・ガードナー スコット・タウジンスキー ライリー・サーモン リチャード・ランボーン クレイトン・スタンリー ウィリアム・プリディ                                                               | ブラジル ジルベルト・ゴドイフィリョ アンドレ・ナシメント セルジオ・ドゥトラ・サントス ムーリオ・エンドレス ブルーノ・レゼンデ グスタボ・エンドレス ダンテ・アマラウ サムエル・フチス ロドリゴ・サンタナ マルセロ・エルガートン アンドレ・エレル アンデルソン・ロドリゲス                                   | ロシア アレクサンドル・ボルコフ セミョン・ポルタフスキー ユーリー・ベレジュコ アレクサンドル・コサレフ アレクセイ・オスタペンコ アレクセイ・クレショフ アレクサンドル・コルネーエフ セルゲイ・グランキン アレクセイ・ベルボフ セルゲイ・テチューヒン マキシム・ミハイロフ ワジム・ハムツキフ |
| 2012 ロンドン         | ロシア ニコライ・アパリコフ タラス・フテイ セルゲイ・グランキン セルゲイ・テチューヒン アレクサンドル・ソコロフ ユーリー・ベレジュコ アレクサンドル・ブツコ ドミトリー・ムセルスキー ドミトリー・イリニフ マキシム・ミハイロフ アレクサンドル・ボルコフ アレクセイ・オブモチャエフ                                 | ブラジル ブルーノ・レゼンデ バラセ・デ・ソウザ シドネイ・ドス・サントス レアンドロ・ビソット・ネベス ジルベルト・ゴドイフィリョ ムーリオ・エンドレス セルジオ・ドゥトラ・サントス チアーゴ・アウヴェス ロドリゴ・サンタナ ルーカス・サートカンプ リカルド・ガルシア ダンテ・アマラウ                       | イタリア クリスチャン・サバーニ ルイジ・マストランジェロ シモーネ・パロディ サムエル・パピ ミカル・ラスコ イバン・ザイツェフ ダンテ・ボニンファンテ ドラガン・トラヴィツァ アレッサンドロ・フェイ エマヌエーレ・ビラレッリ アンドレア・バーリ アンドレア・ジョーヴィ                         |
| 2016 リオデジャネイロ | ブラジル ブルーノ・レゼンデ エデル・カルボネラ バラセ・デ・ソウザ ウィリアム・アルホーナ セルジオ・ドゥトラ・サントス ルイス・フェリペ・フォンテレス マウリシオ・ソウザ ドグラス・ソウザ ルーカス・サートカンプ エバンドロ・グエッラ リカルド・ルカレッリ・ソウザ マウリシオ・シルバ                               | イタリア オレグ・アントノフ エマヌエーレ・ビラレッリ シモーネ・ブティ マッシモ・コラーチ シモーネ・ジャネッリ オスマニー・ユアントレーナ フィリッポ・ランザ マッテオ・ピアノ サルバトーレ・ロッシーニ パスクアレ・ソッティーレ ルカ・ベットーリ イバン・ザイツェフ                                         | アメリカ合衆国 マット・アンダーソン マイカ・クリステンソン マックスウェル・ホルト トーマス・ジェスキー デビッド・リー ウィリアム・プリディ アーロン・ラッセル テイラー・サンダー エリック・ショージ カウィカ・ショージ デイビッド・スミス マーフィー・トロイ                                 |
| 2020 東京             | フランス (FRA) バルテレミ・シネニエズ ジェニア・グルベニコフ ジャン・パトリ ベンジャミン・トニウッティ ケバン・ティリ イアルバン・ヌガペト アントワーヌ・ブリザール ステファン・ボワイエ ニコラ・ル・ゴフ ダリル・ビュルトール トレボール・クレブノ ヤシヌ・ルアティ                                               | ROC (ROC) ヤロスラフ・ポドレスニフ アルチョム・ボルビッチ ドミトリー・ボルコフ イワン・ヤコフレフ デニス・ボグダン パベル・パンコフ ビクトル・ポレタエフ マクシム・ミハイロフ イーゴリ・クリュカ イリアス・クルカエフ イーゴリ・コブザル バレンティン・ゴルベフ                                            | アルゼンチン (ARG) マティアス・サンチェス フェデリコ・ペレイラ クリスティアン・ポグラヘン ファクンド・コンテ アグスティン・ロセル サンティアゴ・ダナニ セバスティアン・ソレ ブルーノ・リマ エセキエル・パラシオス ルシアノ・デ・セッコ ニコラス・メンデス マルティン・ラモス                 |

### 女子

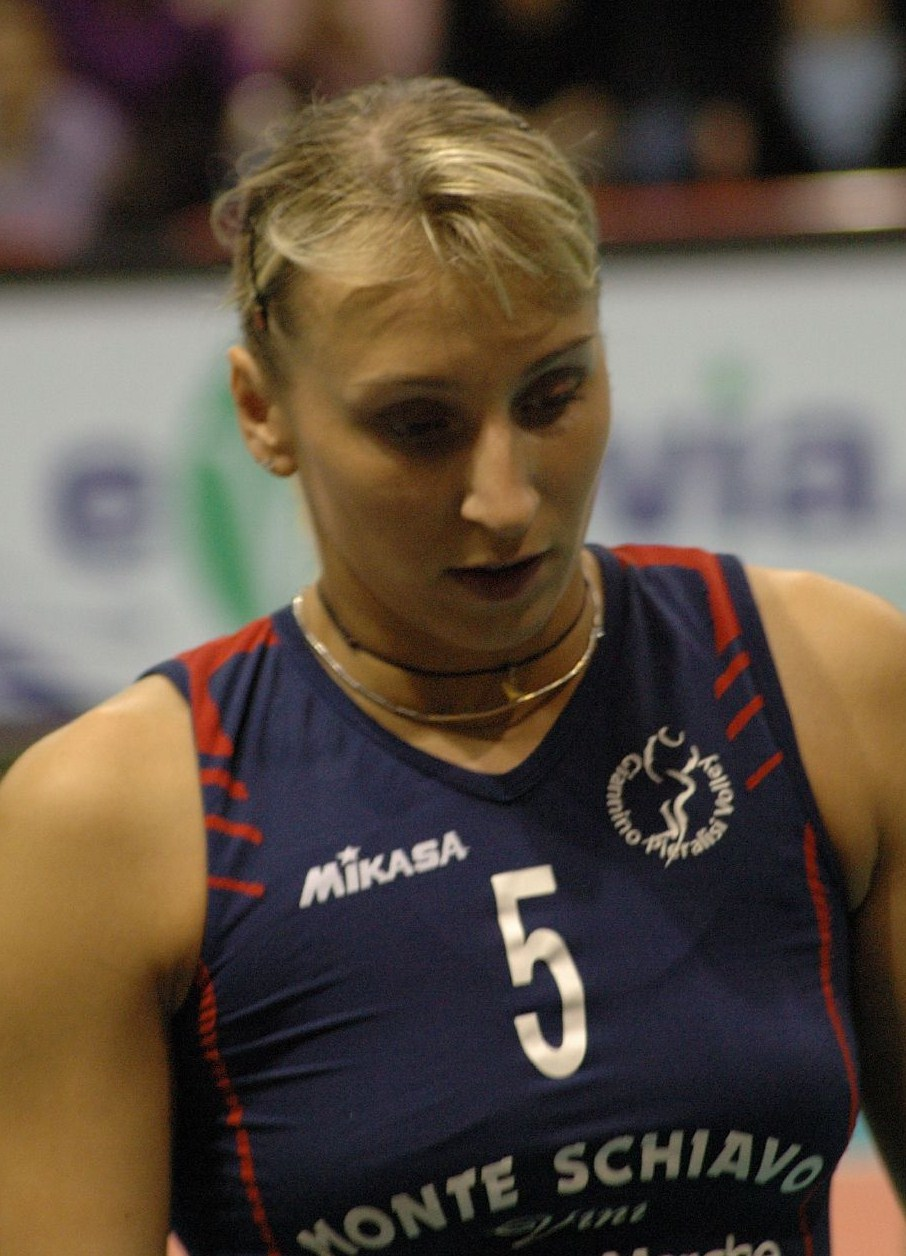
ロシアのリュボフ・シャチコワは二個の銀メダルを獲得している。

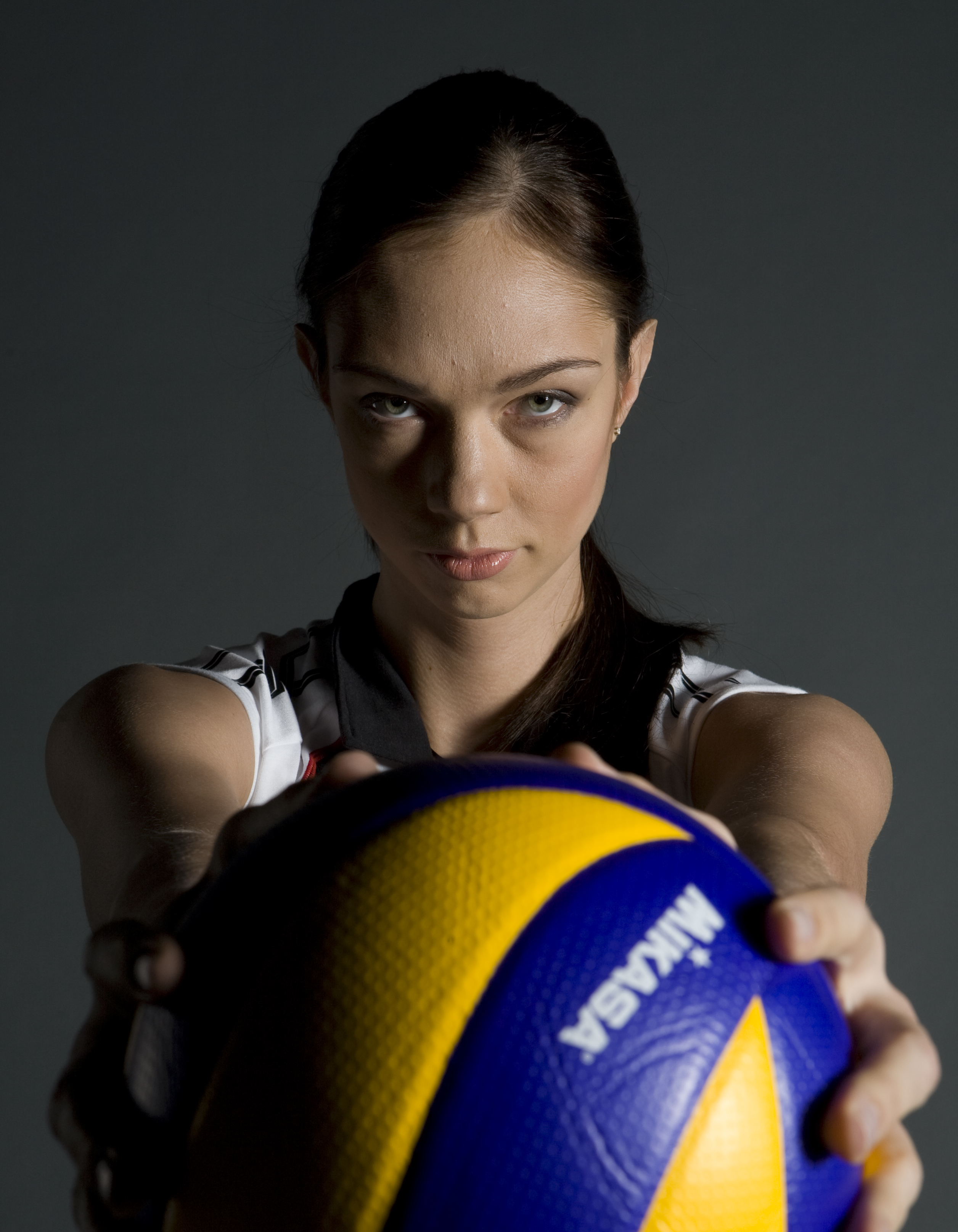
ロシアのエカテリーナ・ガモワも二個の銀メダルを獲得している。

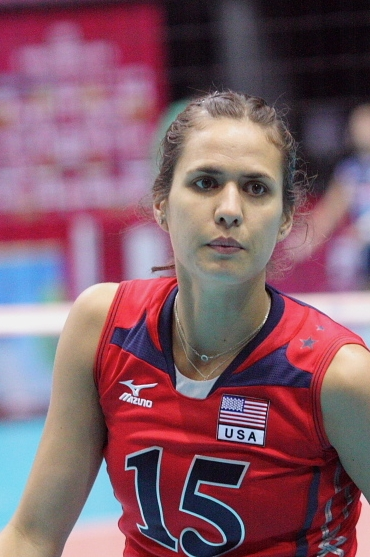
ローガン・トム（アメリカ合衆国）はオリンピックに四度出場し、うち二回に銀メダルを獲得している（2008年・2012年）。

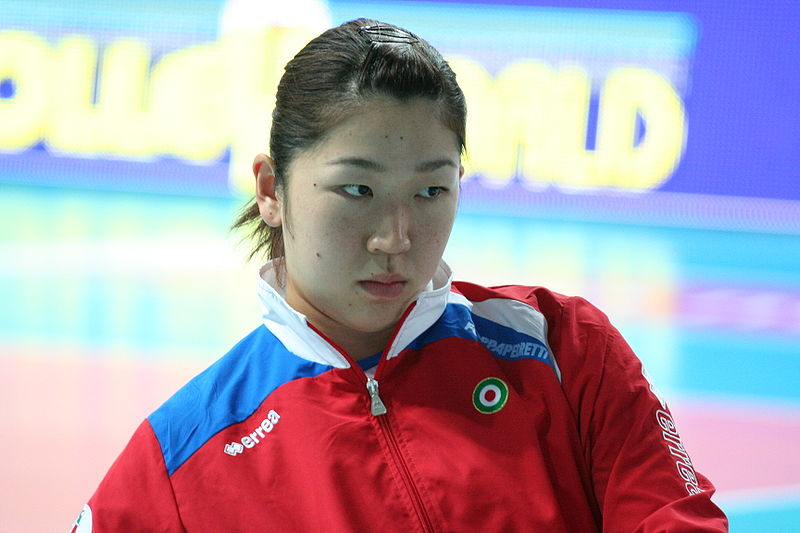
荒木絵里香は主将として、全日本チームを28年ぶりのメダル獲得に導いた。

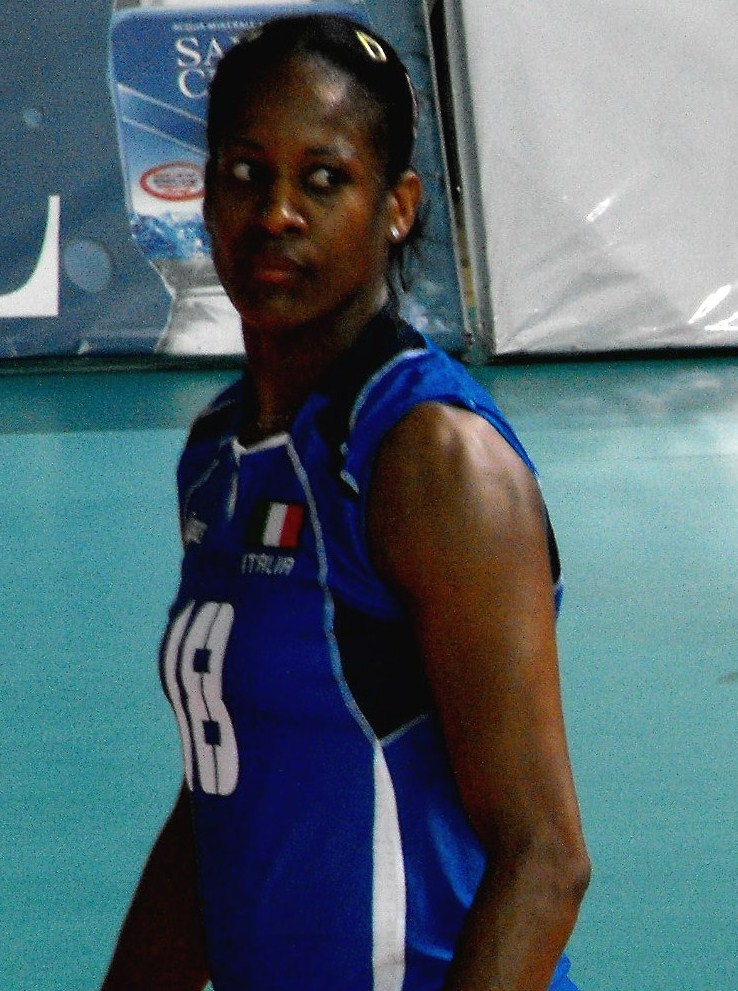
タイスマリー・アゲロはキューバ代表として、二個の金メダルを獲得。イタリアに帰化した後の2008年にもオリンピック出場を果たしている。

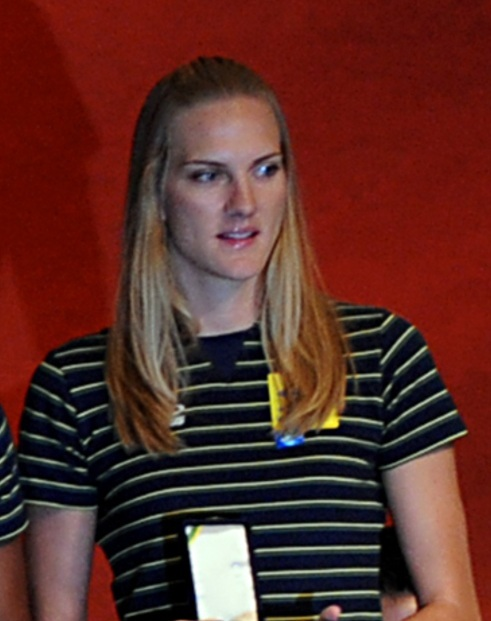
マリアーネ・ステインブレシェル（ブラジル）は、2008年北京で金メダルを獲得。

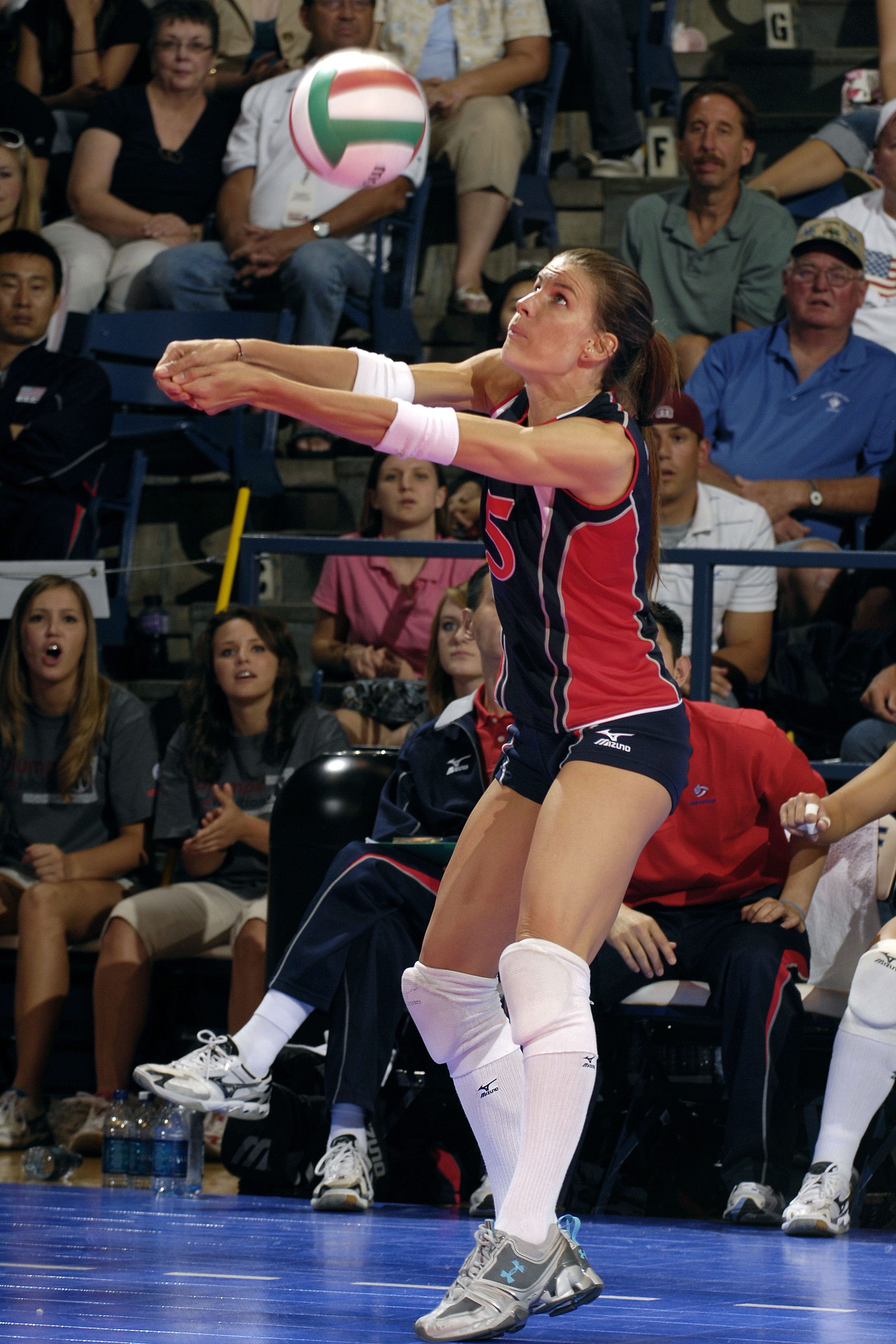
2008年・2012年に銀メダルを獲得したステーシー・シコラ（アメリカ合衆国）。

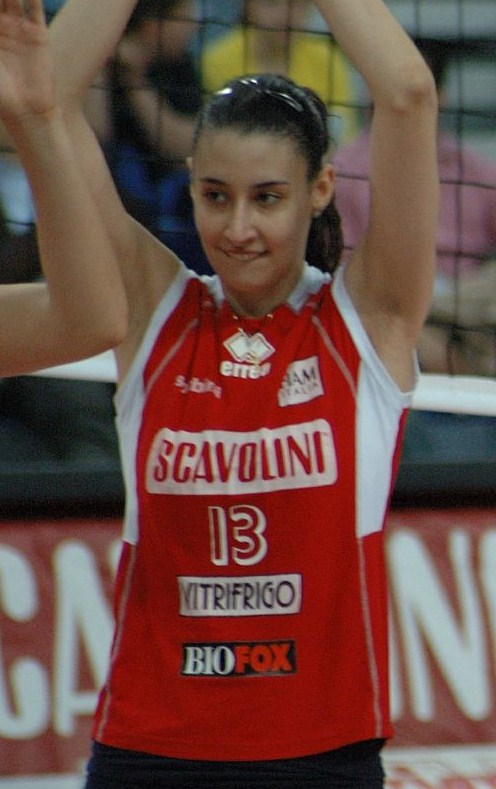
シェイラ・カストロ（ブラジル）は、2008年・2012年二大会連続金メダリスト。

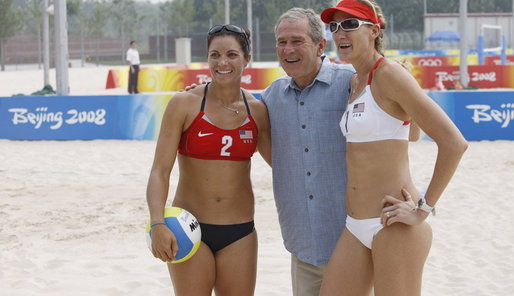
ジョージ・W・ブッシュ大統領（＝当時、中）とともにポーズをとる、2008年北京オリンピック金メダリストのミスティ・メイトレーナー（左）とケリー・ウォルシュ（右）

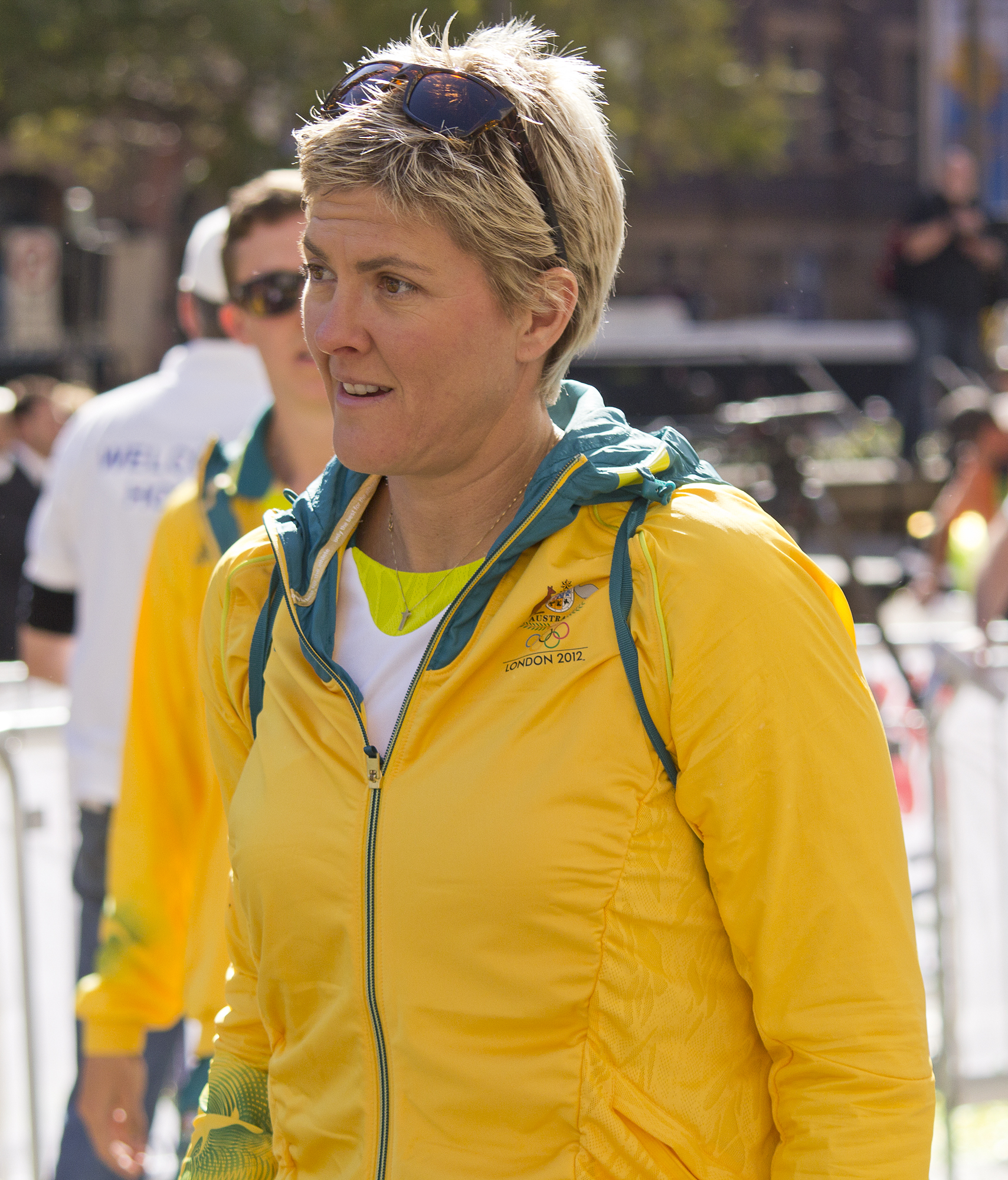
ナタリー・クックは2000年大会で金メダルを獲得した。

| 大会名                | 金 | 銀 | 銅 |
| --------------------- | --- | --- | --- |
| 1964 東京             | 日本 河西昌枝 宮本恵美子 谷田絹子 半田百合子 松村好子 磯辺サダ 松村勝美 篠崎洋子 佐々木節子 藤本佑子 近藤雅子 渋木綾乃 | ソビエト連邦 アントニナ・リジョワ アストラ・ビルタウエル ニネル・ルカニナ リュドミラ・ブルダコワ ネリー・アブラーモワ タマラ・チホニナ バレンティーナ・カメネク＝ビノグラドワ インナ・リスカル マリタ・カツシェワ タチアナ・ロシチナ バレンティーナ・ミシャク リュドミラ・グレエワ                                                                                               | ポーランド クリスティーナ・チャイコフスカ ヨゼファ・レディック マリヤ・ゴリモフスカ ヤドヴィガ・ルトコフスカ ダヌータ・コルダチュク クリスティーナ・ヤクボフスカ ヤドヴィガ・クシアセク マリヤ・スリフカ ソフィア・シュチェスニエフスカ クリスティーナ・クルプ ハンナ・バシュ バーバラ・ニェムチック                     |
| 1968 メキシコシティ   | ソビエト連邦 リュドミラ・ブルダコワ リュドミラ・ミハイロフスカヤ タチアナ・ベインベルガ ベラ・ラントラトワ ベラ・ドユノワ タチアナ・サリチェワ タチアナ・テレチャコワ ニーナ・スモレーワ インナ・リスカル ガリーナ・レオンチェワ ローザ・サリホワ バレンティーナ・ビノグラドワ                       | 日本 吉田節子 高山鈴江 岩原豊子 笠原洋子 小野沢愛子 小嶋由紀代 福中佐知子 宍倉邦枝 井上節子 生沼スミエ 古川牧子 浜恵子 | ポーランド クリスティーナ・チャイコフスカ ヨゼファ・レディック エリザベータ・ポルゼク ワンダ・ヴィエハ ソフィア・シュチェスニエフスカ クリスティーナ・ヤクボフスカ リディア・フメリニツカ バーバラ・ニェムチック ハリナ・アシュキエロビッチ クリスティーナ・クルプ ヤドヴィガ・クシアセク クリスティーナ・オストロメツカ |
| 1972 ミュンヘン       | ソビエト連邦 リュドミラ・ボロズナ リュドミラ・ブルダコワ ベラ・ドユノワ タチアナ・ゴノボブレワ ナタリア・クドレワ ガリーナ・レオンチェワ タチアナ・トレチャコワ インナ・リスカル ローザ・サリホワ タチアナ・サリチェワ ニーナ・スモレーワ リュボフ・チューリナ                                       | 日本 古川牧子 浜恵子 飯田高子 岩原豊子 松村勝美 岡本真理子 島影せい子 塩川美知子 白井貴子 山下規子 山崎八重子 生沼スミエ | 北朝鮮 ジャン・オクリム ヨン・オクジン ワン・ヘスク カン・オクスン キム・ツァンボク キム・ミョンスク キム・スダェ キム・ユンジャ ペェク・ミョンスク リ・チュンオク リョム・チュンジャ |
| 1976 モントリオール   | 日本 荒木田裕子 飯田高子 金坂克子 加藤きよみ 前田悦智子 松田紀子 岡本真理子 白井貴子 高柳昌子 矢野広美 横山樹理 吉田真理子 | ソビエト連邦 ラリーサ・ベルゲン リュドミラ・チェルニショワ オリガ・コザコワ ナタリア・クシニル ニーナ・ムラジャン リリヤ・オサッチャヤ アンナ・ロストワ リュボフ・ルドフスカヤ インナ・リスカル リュドミラ・シュチェチニーナ ニーナ・スモレーワ ゾーヤ・ユーソワ | 韓国 ペク・ミュンサン ビョン・キンジャ チャン・ヒースク チョ・ヘジョン チョン・スーノク リー・スンボク リー・スーノク マー・クムジャ パク・ミクム ユン・ヤングネ ユー・ジュンヒェ ユー・キュンホワ |
| 1980 モスクワ         | ソビエト連邦 エレーナ・アハミノワ エレーナ・アンドレユク スヴェトラーナ・バドリナ リュドミラ・チェルニショワ リュボフ・コズィレワ リディア・ロギノワ イリーナ・マカゴノワ スヴェトラーナ・ニキシナ ラリッサ・パブロワ ナデージュダ・ロゼビッチ ナタリア・ラズモワ オルガ・ソロヴォワ                 | 東ドイツ カタリーナ・ブリン バルバラ・チェカラ ブリギッテ・フェッツァー アンドレア・ハイム ウーテ・コストルツェーヴァ ハイケ・レーマン クリスティーネ・ムムハルト カーリン・プッシェル カルラ・ロファイス マルティーナ・シュミット アンネッテ・シュルツ アンケ・ヴェステンドルフ                                                                                                 | ブルガリア ヴェルカ・ボリソワ ツヴェターナ・ボジューリナ ロシーツァ・ディミトロワ ターニャ・ディミトロワ マーヤ・ゲオルギエワ マルガリータ・ゲラシモワ ターニャ・ゴゴワ ヴァレンティーナ・イリエワ ルミャーナ・カイシェワ アンカ・フリストロワ シルヴァ・ペトルーノワ ガリーナ・スタンチェワ                             |
| 1984 ロサンゼルス     | 中国 梁艶 朱玲 侯玉珠 周曉蘭 楊曉君 蘇恵娟 姜英 李延軍 楊錫蘭 鄭美珠 張蓉芳 郎平 | アメリカ合衆国 ポーラ・ワイショフ スーザン・ウッドストラ リタ・クロケット ローラ・フラックマイヤー カロリン・ベッカー フローラ・ハイマン ローズ・メジャーズ ジュリー・ボッラーツェン デビー・グリーン キンバリー・ルディンズ ジーン・ボープレー リンダ・チジョルム | 日本 江上由美 廣紀江 広瀬美代子 石田京子 利部陽子 三屋裕子 宮島恵子 森田貴美枝 中田久美 小高笑子 大谷佐知子 杉山加代子 |
| 1988 ソウル           | ソビエト連邦 ワレンティナ・オギエンコ エレーナ・ボルコワ マリナ・クミッシュ イリーナ・スミルノーワ タチアナ・シドレンコ イリーナ・パルホムチュック タチアナ・クライノワ オルガ・シクルノワ マリナ・ニクーリナ エレーナ・オフチンニコワ オルガ・クリボシェエワ スベトラーナ・コリトワ                 | ペルー ルイーサ・セルベーラ アレハンドラ・デラゲーラ デニセ・ファハルド ミリアム・ガリャルド ロサ・ガルシア イサベル・エレディア カテリーネ・オルニー ナタリア・マラガ ガブリエラ・ペレス セシリア・タイト ヒナ・トレアルバ セナイダ・ウリーベ | 中国 李国君 趙紅 侯玉珠 汪亜君 楊錫蘭 蘇恵娟 姜英 崔詠梅 楊曉君 鄭美珠 巫丹 李月明 |
| 1992 バルセロナ       | キューバ レグラ・ベル メルセデス・カルデロン マガリ・カルバハル マルレニー・コスタ イダルミス・ガト リリア・イスキエルド ノルカ・ラタンブレット ミレーヤ・ルイス タニア・オルティス レグラ・トレス ライサ・オファリル アナ・フェルナンデス                                                           | EUN ワレンティナ・オギエンコ ナターリヤ・モロゾワ マリナ・ニクーリナ エレーナ・チューリナ イリーナ・スミルノーワ タチアナ・シドレンコ タチアナ・メンソーワ エフゲーニャ・アルタモノワ ガリナ・レベデワ スベトラーナ・バシレフスカヤ エレーナ・チェブキナ スベトラーナ・コリトワ                                                                                                  | アメリカ合衆国 リアン・サトウ ポーラ・ワイショフ ヨーコ・ゼッターランド エレーナ・オーデン キム・オーデン トーニャ・サンダース カレン・ケムナー ルース・ラワンソン タミー・ライリー ジェネット・コッブス タラ・クロス＝バトル ローリー・エンディコット                                                                   |
| 1996 アトランタ       | キューバ タイスマリー・アゲロ レグラ・ベル マガリ・カルバハル マルレニー・コスタ アナ・フェルナンデス ミルカ・フランシア イダルミス・ガト リリア・イスキエルド ミレーヤ・ルイス ライサ・オファリル ユミルカ・ルイス レグラ・トレス                                                                   | 中国 崔詠梅 何琦 頼亜文 李艶 劉小寧 潘文莉 孫玥 王麗娜 王怡 王子凌 呉詠梅 諸韻穎 | ブラジル アナ・アルバレス レイラ・バロス フィロ・ボジアック イルマ・カルデラ アナ・コネリー マルシア・クーニャ バーナ・ディアス アナ・モーゼ アナ・サングラード エリア・ソウザ サンドラ・スルアギー フェルナンダ・ベンツリーニ                                                                                           |
| 2000 シドニー         | キューバ タイスマリー・アゲロ ソイラ・バロス レグラ・ベル マルレニー・コスタ アナ・フェルナンデス ミルカ・フランシア イダルミス・ガト リリア・イスキエルド ミレーヤ・ルイス ユミルカ・ルイス マルタ・サンチェス レグラ・トレス                                                                       | ロシア エフゲーニャ・アルタモノワ アナスタシア・ベリコワ リュボフ・シャチコワ エカテリーナ・ガモワ エレーナ・ゴーディナ タチアナ・グラチェワ ナターリヤ・モロゾワ オルガ・ポタショーワ イネッサ・サルグシアン エリザベータ・ティーシェンコ エレーナ・チューリナ エレーナ・バシレフスカヤ                                                                                         | ブラジル レイラ・バロス エリカ・コインブラ ジャニナ・コンセイソン バーナ・ディアス ケリー・フラガ リカルダ・リマ カチア・ロペス エリザンジェラ・オリベイラ バレウスカ・オリベイラ カリン・ロドリゲス ラケル・シルバ エリア・ソウザ                                                                                       |
| 2004 アテネ           | 中国 馮坤 楊昊 劉亜男 李珊 周蘇紅 趙蕊蕊 張越紅 陳静 宋妮娜 王麗娜 張娜 張萍 | ロシア イリナ・テベニヒナ エレナ・チューリナ リュボフ・シャチコワ ナタリヤ・サフローノワ エフゲーニャ・アルタモノワ エリザベータ・ティーシェンコ オルガ・チュカノワ エカテリーナ・ガモワ マリナ・シェシェニナ アレクサンドラ・コルコベッツ エレナ・プロトニコワ オルガ・ニコラエワ                                                                                               | キューバ ユミルカ・ルイス ナンシー・カリーヨ マルベリス・マルチネス ダイミ・ラミレス ヤイマ・オルティス アナ・イビス・フェルナンデス リアナ・メサ ロシル・カルデロン アニアラ・ムニョス ドゥルセ・テジェス マルタ・サンチェス ソイラ・バロス                                                                             |
| 2008 北京             | ブラジル バレウスカ・オリベイラ パウラ・ペケーノ ファビアナ・クラウジノ ファビアナ・オリベイラ カロリナ・アルブケルケ ウェリサ・ゴンザーガ シェイラ・カストロ タイーザ・メネセス マリアーネ・ステインブレシェル エリア・ソウザ ジャケリネ・カルバリョ バレスカ・メネセス                             | アメリカ合衆国 ステーシー・シコラ タイーバ・ハニーフ キンバリー・グラース ニコル・デービス ダニエル・スコット ロビン・オーモー＝サントス ジェニファー・ジョインズ ヘザー・バウン リンゼイ・バーグ ローガン・トム キム・ウィロビー オガナ・ナマニ | 中国 王一梅 馮坤 楊昊 劉亜男 魏秋月 徐雲麗 周蘇紅 趙蕊蕊 薛明 李娟 張娜 馬蘊雯 |
| 2012 ロンドン         | ブラジル ファビアナ・クラウジノ ダニエル・リンス パウラ・ペケノ アデニジア・シルバ タイーザ・メネセス ジャケリネ・カルバリョ フェルナンダ・フェレイラ タンダラ・カイシェタ ナタリア・ペレイラ シェイラ・カストロ ファビアナ・オリベイラ フェルナンダ・ロドリゲス                                     | アメリカ合衆国 ダニエル・スコット タイーバ・ハニーフ リンゼイ・バーグ タマリ・ミヤシロ ニコル・デービス ジョーダン・ラーソン メーガン・ホッジ クリスタ・ハーモット ローガン・トム フォルケ・アキンラデウォ コートニー・トンプソン デスティニー・フッカー | 日本 荒木絵里香 江畑幸子 井上香織 狩野舞子 木村沙織 中道瞳 大友愛 迫田さおり 佐野優子 新鍋理沙 竹下佳江 山口舞 |
| 2016 リオデジャネイロ | 中国 袁心玥 朱婷 楊方旭 龔翔宇 魏秋月 張常寧 劉暁彤 徐雲麗 惠若琪 林莉 丁霞 顔妮 | セルビア ビアンカ・ブシャ ヨバナ・ブラコチェビッチ ボヤナ・ジブコビッチ ティヤナ・マレセビッチ ブランキツァ・ミハイロビッチ マーヤ・オグニェノビッチ ステファナ・ベリコビッチ イェレナ・ニコリッチ ヨバナ・ステバノビッチ ミレーナ・ラシッチ シルビヤ・ポポビッチ ティヤナ・ボシュコビッチ                                                                                       | アメリカ合衆国 アリーシャ・グラス ケイラ・バンワース コートニー・トンプソン レイチェル・アダムズ カーリー・ロイド ジョーダン・ラーソン ケリー・マーフィー クリスタ・ハーモット キンバリー・ヒル フォルケ・アキンラデウォ ケルシー・ロビンソン カースタ・ロウ                                                             |
| 2020 東京             | アメリカ合衆国 (USA) マイカ・ハンコック ジョーディン・ポールター ジャスティン・ウォン＝オランテス ジョーダン・ラーソン アンドレア・ドルーズ ジョーダン・トンプソン ミシェル・バーチ＝ハックリー キンバリー・ヒル フォルケ・アキンラデウォ ヘイリー・ワシントン ケルシー・ロビンソン チアカ・オグボグ | ブラジル (BRA) カロリネ・デ・オリベイラ・サード・ガッタス ロザマリア・モンチベレル マクリス・フェルナンダ・シウバ・カルネイロ ロベルタ・シウバ・ラツキ ガブリエラ・ブラガ・ギマラエス タンダラ・カイシェタ ナタリア・ペレイラ アナ・カロリナ・ダ・シウバ フェルナンダ・ロドリゲス アナ・クリスチナ・メネゼス・オリベイラ・デ・ソウザ カミラ・ブライト アナ・ベアトリス・コレーア | セルビア (SRB) ビアンカ・ブシャ ミナ・ポポビッチ スラジャナ・ミルコビッチ ブランキツァ・ミハイロビッチ マーヤ・オグニェノビッチ アナ・ビエリツァ マーヤ・アレクシッチ ミレーナ・ラシッチ シルビヤ・ポポビッチ ティヤナ・ボシュコビッチ ボヤナ・ミレンコビッチ エレーナ・ブラゴエビッチ                                   |

## ビーチバレー

### 男子
| 大会名                | 金                                                                                       | 銀                                                                    | 銅                                                                 |
| --------------------- | ---------------------------------------------------------------------------------------- | --------------------------------------------------------------------- | ------------------------------------------------------------------ |
| 1996 アトランタ       | カーチ・キライ and ケント・ステフェス アメリカ合衆国 (USA)                               | マイケル・ドッド and マイケル・ホットハースト アメリカ合衆国 (USA)    | ジョン・チャイルド and マーク・ヒース カナダ (CAN)                 |
| 2000 シドニー         | デイン・ブラントン エリック・フォノイモアナ アメリカ合衆国 (USA)                         | ホセ・メロ and リカルド・サントス ブラジル (BRA)                      | アクセル・ハーガー and ヨルグ・アーマン ドイツ (GER)               |
| 2004 アテネ           | リカルド・サントス and エマヌエル・レゴ ブラジル (BRA)                                   | ハビエル・ボスマ and パブロ・エレラ スペイン (ESP)                    | シュテファン・コベル and パトリック・ホイシャー スイス (SUI)       |
| 2008 北京             | フィル・ダルハウザー and トッド・ロジャース アメリカ合衆国 (USA)                         | マルシオ・アラウジョ and ファビオ・ルイス ブラジル (BRA)              | エマヌエル・レゴ and リカルド・サントス ブラジル (BRA)             |
| 2012 ロンドン         | ユリウス・ブリンク and ヨナス・レッカーマン ドイツ (GER)                                 | アリソン・セルティ and エマニュエル・レゴ ブラジル (BRA)              | マテルティンス・プラビニス and ヤニス・スメディンス ラトビア (LAT) |
| 2016 リオデジャネイロ | アリソン・セルッチ and ブルーノ・オスカー シュミット ブラジル (BRA)                      | ダニエーレ・ルーポ and パオロ・ニコライ イタリア (ITA)                | アレクサンダー・ブロウエル and ロバート・メウセン オランダ (NED)   |
| 2020 東京             | アンデシュ・ベルントセン・モル and クリスティアン・サンドリエ・セールム ノルウェー (NOR) | ビャチェスラフ・クラシリニコフ amd オレク・ストヤノフスキー ROC (ROC) | シェリフ・ユヌス and アフメド・ティジャン カタール (QAT)           |

### 女子
| 大会名                | 金                                                                                 | 銀                                                                                 | 銅                                                                         |
| --------------------- | ---------------------------------------------------------------------------------- | ---------------------------------------------------------------------------------- | -------------------------------------------------------------------------- |
| 1996 アトランタ       | ジャッキー・シルバ and サンドラ・ピレス ブラジル (BRA)                             | モニカ・ロドリゲス and アドリアナ・サムエル ブラジル (BRA)                         | ナタリー・クック and ケリー・ポットハースト オーストラリア (AUS)           |
| 2000 シドニー         | ナタリー・クック and ケリー・ポットハースト オーストラリア (AUS)                   | アドリアナ・ベアール and シェルダ・ベデ ブラジル (BRA)                             | アドリアナ・サムエル and サンドラ・ピレス ブラジル (BRA)                   |
| 2004 アテネ           | ケリー・ウォルシュ and ミスティ・メイ アメリカ合衆国 (USA)                         | シェルダ・ベデ and アドリアナ・ベアール ブラジル (BRA)                             | ホリー・マクピーク and エレーン・ヤングス アメリカ合衆国 (USA)             |
| 2008 北京             | ケリー・ウォルシュ and ミスティ・メイトレーナー アメリカ合衆国 (USA)               | 王潔 and 田佳 中国 (CHN)                                                           | 薛晨 and 張希 中国 (CHN)                                                   |
| 2012 ロンドン         | ケリー・ウォルシュ・ジェニングス and ミスティ・メイトレーナー アメリカ合衆国 (USA) | エイプリル・ロス and ジェニファー・ケッシー アメリカ合衆国 (USA)                   | ジュリアナ・フェリスベルタ and ラリッサ・フランカ ブラジル (BRA)           |
| 2016 リオデジャネイロ | ラウラ・ルートヴィヒ and キラ・バルケンホルスト ドイツ (GER)                       | アガタ・ベドナルズク and バルバラ・セイシャス ブラジル (BRA)                       | ケリー・ウォルシュ・ジェニングス and エイプリル・ロス アメリカ合衆国 (USA) |
| 2020 東京             | エイプリル・ロス and アレクサンドラ・クラインマン アメリカ合衆国 (USA)             | マリアフェ・アルタチョ・デル・ソラール and タリカ・クランシー オーストラリア (AUS) | アヌーク・ヴェルジェ＝デプレ and ヨアナ・ハイドリヒ スイス (SUI)           |

## 統計

### 多数のメダル獲得者

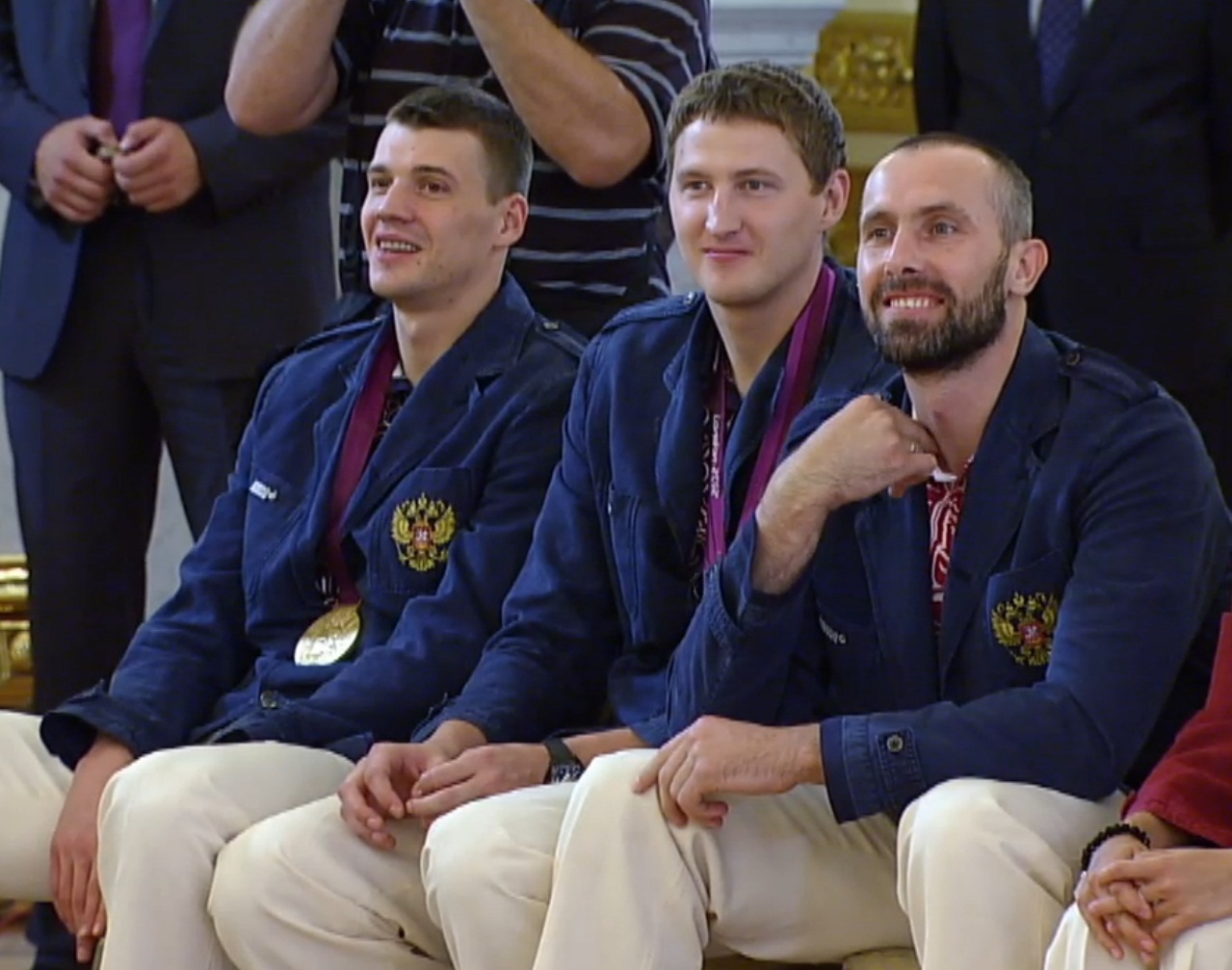
ロシアのセルゲイ・テチューヒン（右端）は男子選手としてメダル四個を獲得した一人（もう一人はサムエル・パピ）。

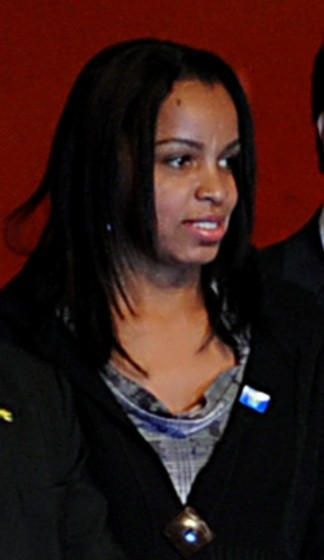
フォフォンの愛称で知られるエリア・ソウザ（ブラジル）はオリンピックに五度出場し、うち三個のメダルを獲得した。

オリンピックのバレーボール競技およびビーチバレー競技において、3個以上のメダル獲得者を記す。
| 選手                             | 国・地域             | 出場年          | 合計 | 金 | 銀 | 銅 | 種目                          | 性別 |
| -------------------------------- | -------------------- | --------------- | ---- | -- | -- | -- | ----------------------------- | ---- |
| アナ・フェルナンデス             | キューバ (CUB)       | 1992–2004       | 4    | 3  | 0  | 1  | インドア                      | 女   |
| ケリー・ウォルシュ・ジェニングス | アメリカ合衆国 (USA) | 2004–2016       | 4    | 3  | 0  | 1  | ビーチバレー                  | 女   |
| インナ・リスカル                 | ソビエト連邦 (URS)   | 1964–1976       | 4    | 2  | 2  | 0  | インドア                      | 女   |
| セルジオ・ドゥトラ・サントス     | ブラジル (BRA)       | 2004–2016       | 4    | 2  | 2  | 0  | インドア                      | 男   |
| セルゲイ・テチューヒン           | ロシア (RUS)         | 2000–2012       | 4    | 1  | 1  | 2  | インドア                      | 男   |
| サムエル・パピ                   | イタリア (ITA)       | 1996–2004, 2012 | 4    | 0  | 2  | 2  | インドア                      | 男   |
| カーチ・キライ                   | アメリカ合衆国 (USA) | 1984–1988, 1996 | 3    | 3  | 0  | 0  | インドア (2) ビーチバレー (1) | 男   |
| ミレヤ・ルイス                   | キューバ (CUB)       | 1992–2000       | 3    | 3  | 0  | 0  | インドア                      | 女   |
| マルレニー・コスタ（英語版）     | キューバ (CUB)       | 1992–2000       | 3    | 3  | 0  | 0  | インドア                      | 女   |
| レグラ・トレス                   | キューバ (CUB)       | 1992–2000       | 3    | 3  | 0  | 0  | インドア                      | 女   |
| レグラ・ベル                     | キューバ (CUB)       | 1992–2000       | 3    | 3  | 0  | 0  | インドア                      | 女   |
| ミスティ・メイトレーナー         | アメリカ合衆国 (USA) | 2004–2012       | 3    | 3  | 0  | 0  | ビーチバレー                  | 女   |
| リュドミラ・ブルダコワ           | ソビエト連邦 (URS)   | 1964–1972       | 3    | 2  | 1  | 0  | インドア                      | 女   |
| ニーナ・スモレーワ               | ソビエト連邦 (URS)   | 1968–1976       | 3    | 2  | 1  | 0  | インドア                      | 女   |
| スティーブ・ティモンズ           | アメリカ合衆国 (USA) | 1984–1992       | 3    | 2  | 0  | 1  | インドア                      | 男   |
| ユミルカ・ルイス                 | キューバ (CUB)       | 1996–2004       | 3    | 2  | 0  | 1  | インドア                      | 女   |
| ユーリ・ポヤルコフ（英語版）     | ソビエト連邦 (URS)   | 1964–1972       | 3    | 2  | 0  | 1  | インドア                      | 男   |
| ビャチェスラフ・ザイツェフ       | ソビエト連邦 (URS)   | 1976–1980; 1988 | 3    | 1  | 2  | 0  | インドア                      | 男   |
| ダンテ・アマラウ                 | ブラジル (BRA)       | 2004–2012       | 3    | 1  | 2  | 0  | インドア                      | 男   |
| ジルベルト・ゴドイフィリョ       | ブラジル (BRA)       | 2004–2012       | 3    | 1  | 2  | 0  | インドア                      | 男   |
| ロドリゴ・サンタナ               | ブラジル (BRA)       | 2004–2012       | 3    | 1  | 2  | 0  | インドア                      | 男   |
| ブルーノ・レゼンデ               | ブラジル (BRA)       | 2008–2016       | 3    | 1  | 2  | 0  | インドア                      | 男   |
| 南将之                           | 日本 (JPN)           | 1964–1972       | 3    | 1  | 1  | 1  | インドア                      | 男   |
| 猫田勝敏                         | 日本 (JPN)           | 1964–1972       | 3    | 1  | 1  | 1  | インドア                      | 男   |
| ウラジミール・コンドラ（英語版） | ソビエト連邦 (URS)   | 1972–1980       | 3    | 1  | 1  | 1  | インドア                      | 男   |
| リカルド・サントス（英語版）     | ブラジル (BRA)       | 2000–2008       | 3    | 1  | 1  | 1  | ビーチバレー                  | 男   |
| エマヌエル・レゴ（英語版）       | ブラジル (BRA)       | 2004–2012       | 3    | 1  | 1  | 1  | ビーチバレー                  | 男   |
| エリア・ソウザ                   | ブラジル (BRA)       | 1996–2008       | 3    | 1  | 0  | 2  | インドア                      | 女   |
| エレーナ・チューリナ             | ロシア (RUS)         | 1992–2004       | 3    | 0  | 3  | 0  | インドア                      | 女   |
| エフゲーニャ・エステス           | ロシア (RUS)         | 1992–2004       | 3    | 0  | 3  | 0  | インドア                      | 女   |
| アンドレア・サルトレッティ       | イタリア (ITA)       | 1996–2004       | 3    | 0  | 2  | 1  | インドア                      | 男   |
| アンドレア・ジャーニ             | イタリア (ITA)       | 1996–2004       | 3    | 0  | 2  | 1  | インドア                      | 男   |
| パオロ・トフォリ                 | イタリア (ITA)       | 1996–2004       | 3    | 0  | 2  | 1  | インドア                      | 男   |
| ワジム・ハムツキフ               | ロシア (RUS)         | 2000–2008       | 3    | 0  | 1  | 2  | インドア                      | 男   |
| アレクセイ・クレショフ           | ロシア (RUS)         | 2000–2008       | 3    | 0  | 1  | 2  | インドア                      | 男   |

### 選手、監督として

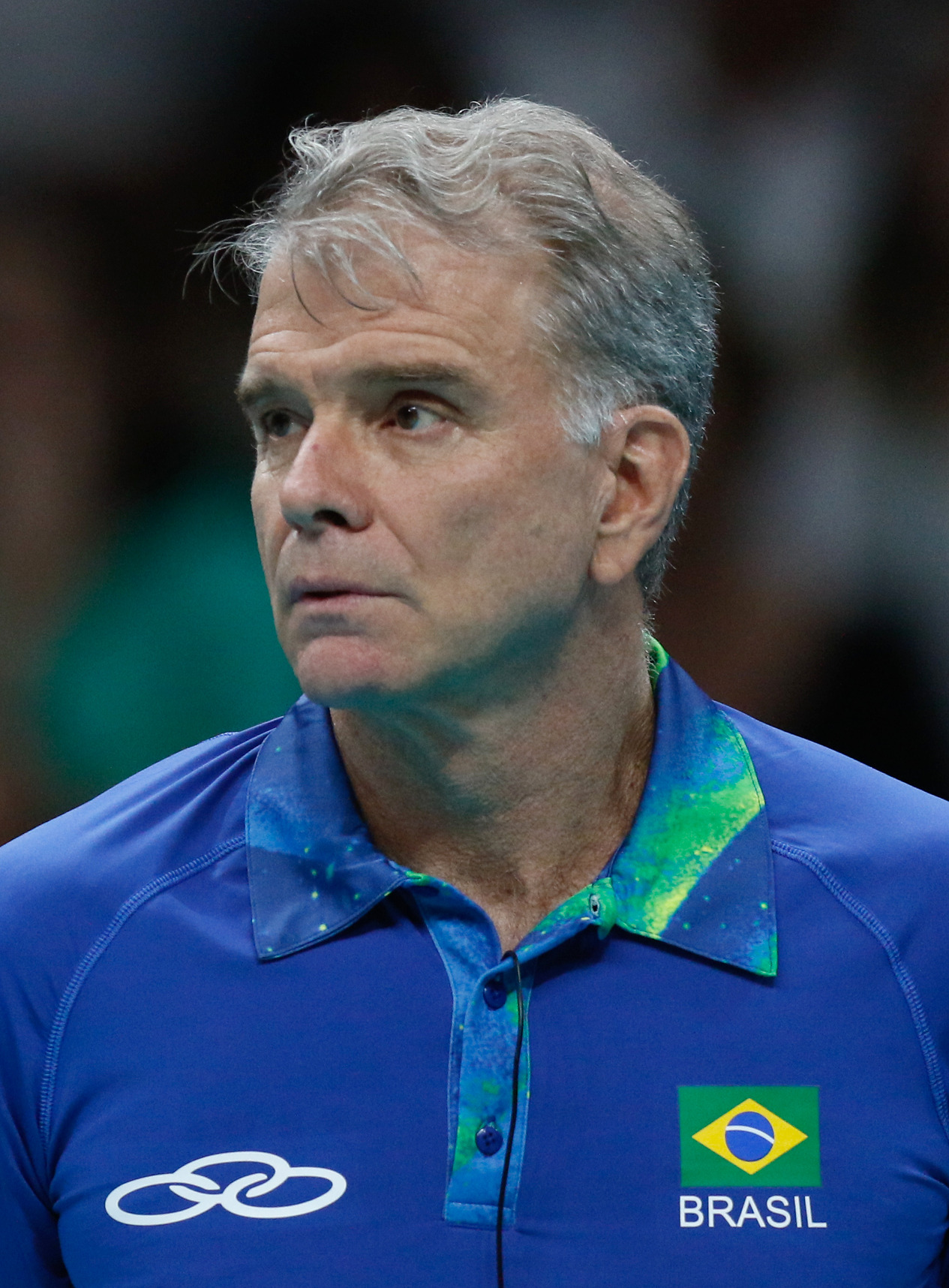
ベルナルド・レゼンデは、選手として1984年に銀メダルを獲得し、ブラジル男女監督として6大会連続メダルに導いた。

本節は、現役選手としてメダルを獲得し、引退後に監督としてメダルに導いた者の一覧を記す。ただしメダル獲得はインドア競技に限った。この内、郎平は2008年にアメリカ合衆国を銀メダルに導き、残りの二つのメダルは母国代表チームをメダルに導いた。
| 選手                 | 国・地域             | 選手時代             | 監督時代                                                                                    | 合 計 |
| -------------------- | -------------------- | -------------------- | ------------------------------------------------------------------------------------------- | ----- |
| ベルナルド・レゼンデ | ブラジル (BRA)       | 1 (1984年-銀)        | 6 (2004年,2016年-金（男子）、2008年,2012年-銀（男子）、1996年-銅（男子）,2000年-銅（女子）) | 7     |
| 郎平                 | 中国 (CHN)           | 1 (1984年)           | 3 (2016年-金、1996年-銀, 2008年-銀（アメリカ合衆国代表）)                                   | 4     |
| カーチ・キライ       | アメリカ合衆国 (USA) | 2 (1984年,1988年-金) | 1 (2016年-銅（女子代表）)                                                                   | 3     |
| ユーリ・チェスノコフ | ソビエト連邦 (URS)   | 1 (1964年-金)        | 2 (1972年-銀、1976年-銅)                                                                    | 3     |